# 白粉婆

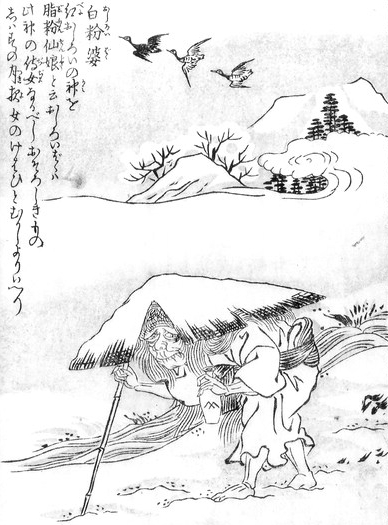
鳥山石燕『今昔百鬼拾遺』「白粉婆」

白粉婆（おしろいばばあ、おしろいばば）或白粉婆さん（おしろいばあさん）是日本奈良縣吉野郡十津川流域傳說的妖怪。

## 概要
在鳥山石燕的今昔百鬼拾遺有記載，外觀是臉上塗滿白粉的駝背老太婆，戴著破斗笠，右手持杖左手持酒瓶的姿態。據說是白粉神脂粉仙娘的侍女。

## 在鬼太郎中的形象
在電視動畫版的4期鬼太郎中，白粉婆作為反派出現，她會將白粉賣給他人，再奪走白粉使用者的臉。